# Adetus nesiotes
Adetus nesiotes är en skalbaggsart som beskrevs av Linsley och Chemsak 1966. Adetus nesiotes ingår i släktet Adetus och familjen långhorningar. Inga underarter finns listade i Catalogue of Life.